# Hedvig Zonander-Lundström
Hedvig Zonander-Lundström, född 18 januari 1889 i Alsters församling, Värmlands län, död 8 maj 1962 i Ulvsby, Nyeds socken, Värmlands län, var en svensk målare.
Hon var dotter till köpmannen Olof Zonander och Axeline Bergman och från 1929 gift med lektorn Felix Robert Lundström samt syster till Gertrud Zonander. Hon studerade vid Tekniska skolan 1913, Wilhelmson och Althins målarskolor 1913–1918 i Stockholm samtidigt bedrev hon på sin fritid målarstudier för Olof Nilsson i Karlstad. Hon var verksam vid Rörstrands porslinsfabrik 1917–1919 där hon lärde sig porslinsmålning av Anna Pettersson. Separat ställde hon ut i bland annat Örebro samt Åbo och tillsammans med sin syster ställde hon ut i Karlstad. Hon medverkade i samlingsutställningar arrangerade av Värmlands konstförening och Åbo konstförening. Hennes konst består av stilleben, interiörer, porträtt och landskapsskildringar. Vid sidan av sin konstnärliga verksamhet arbetade hon som lärare i porslinsmålning vid Heurlinska skolan i Åbo. Zonander-Lundström är representerad vid Alsters sockenstuga och KFUM Karlstad. Hon är begravd på Alsters kyrkogård.